# Traité théologico-politique
Le Traité théologico-politique (Tractatus theologico-politicus) ou Traité des autorités théologique et politique (avec le sous-titre :  contenant Plusieurs dissertations qui montrent que la liberté de philosopher non seulement peut être accordée sans dommage pour la piété et la paix de la république, mais aussi qu'on ne peut l'ôter sans ôter en même temps la paix de la république et la piété), souvent abrégé en TTP, est l'un des deux seuls ouvrages que Spinoza publie de son vivant (en 1670), le second étant les Principes de la philosophie de Descartes, en 1663. Contrairement à ce dernier ouvrage, et par crainte de poursuites politiques et religieuses, il le publie sans nom d'auteur et avec une fausse adresse d'éditeur, même si le livre lui est rapidement attribué. L'ouvrage est interdit aux Provinces-Unies dès 1674.
Il forme, avec le Précis de grammaire de la langue hébraïque, l'un des deux textes majeurs de Spinoza consacrés à la Bible, respectivement à son texte et à sa langue.

## Contexte
Dans les années 1660, Spinoza est de plus en plus fréquemment attaqué comme un athée, ou du moins comme quelqu'un qui trouble les religions instituées. En novembre 1665, il reçoit ces accusations de la part de calvinistes conservateurs de Voorburg. Dans ce contexte de tensions, il interrompt à l'automne 1665 l'écriture de l'Éthique pour rédiger le Traité théologico-politique.
En 1669, il est meurtri par la mort de son ami et disciple Adriaan Koerbagh, jugé pour avoir publié un texte contre la religion chrétienne. Adriaan est condamné pour blasphème en 1668 à dix ans de détention et de travaux forcés à Amsterdam, avec une amende de 4 000 florins, suivi de l'exil à la fin de sa peine. Après quelques mois emprisonnement, son ami Koerbagh meurt en octobre 1669, à l'âge de 37 ans, dans les geôles du Rasphuis. C'est probablement la mort de son ami Adriaan Koerbagh qui incite Spinoza à publier le TTP sans nom d'auteur, sous une fausse maison d'édition allemande. Il refuse en outre en 1671 que la traduction de Glazemaker du latin au néerlandais soit publiée.

## Les intentions de Spinoza
Spinoza décide de rédiger ce traité pour trois raisons, qu'il expose dans la Lettre 30 à Henry Oldenburg :
1. Détruire des préjugés des théologiens qui empêchent les hommes de philosopher, ces préjugés qui justifient le philosophia ancilla theologiæ (« la philosophie servante de la théologie »). La raison doit donc, pour lui, s'affirmer indépendamment de quelque loi que ce soit.
2. Se défendre de l'accusation d'athéisme portée contre lui. Tenant d'une théologie rationnelle d'un genre spécifique, il met en œuvre - le deuxième après Maïmonide dont il discute le Guide des égarés - la raison seule dans l'exégèse biblique. Cependant, à la différence de Maïmonide, il ne voit pas l'essentiel de la religion dans la pure spéculation, sinon dans l'éthique qu'elle préconise. C'est là un point très important de sa lecture de la Bible.
3. Établir la liberté de philosopher dans la Cité. En 1672, soit deux ans après la parution du livre, l'assassinat des frères De Witt fera craindre le retour à Amsterdam de la censure pour motifs religieux. La liberté d'opinion si caractéristique de la Hollande doit donc être défendue.

## Thèse de l'ouvrage
Le titre de l'ouvrage indique assez clairement qu'il y sera question de théologie (en fait, surtout des conditions d'une exégèse biblique rationnelle) et de politique. Le sous-titre indique que le livre veut montrer comment ces deux questions s'articulent pour Spinoza. Elles se rencontrent dans leur rapport à la raison : c'est à partir de la raison et pour elle que se pose la question des limites du pouvoir des théologiens et du pouvoir de l'État. Il s'agira, en posant ces limites, de dégager un espace de liberté pour les opinions des sujets, en démontrant :
1. Que la liberté de philosopher est, non seulement utile, mais nécessaire à la piété ;
2. Que la liberté de philosopher est, non seulement utile, mais nécessaire à la sécurité de l'État.

## Plan de l'ouvrage
À chacune de ces deux ambitions correspond une partie du traité :
1. Les chapitres I à XV veulent établir l'utilité et la nécessité du libre exercice de la raison pour la piété.
Au sein de cette section, les chapitres I à V traitent de la révélation et de l'élection par Dieu à partir du seul texte de la Bible. Les chapitres VI à XIII traitent des rapports respectifs de la raison avec la foi, et aboutissent, au chapitre XIV, à la question décisive : "la liberté de juger est-elle impie ?", qui trouvera sa réponse au chapitre XV dans une définition de la piété par les œuvres et non par les opinions.
2. Les chapitres XVI à XX veulent établir l'utilité et la nécessité du libre exercice de la raison pour l'État quel qu'il soit.
Cette seconde section, pour être (deux ou trois fois) plus brève que la précédente, n'en est que plus dense. Le propos est d'établir le "jus circa sacra" (le "droit auprès des affaires sacrées"). L'objet du chapitre XVI est de trouver la limite de l'emprise du pouvoir étatique sur les individus, et de déterminer ainsi, en négatif, les libertés civiles ou droits naturels des individus. Les chapitres XVII et XVIII se servent du critère limitatif trouvé pour diagnostiquer l'État hébreu de l'Ancien Testament, sa grandeur et sa chute. Le chapitre XIX établit que, si le culte intérieur (foi, opinions, croyances) appartient à l'individu, le culte extérieur doit être encadré juridiquement par l'État, sans quoi il diviserait l'État. Enfin, le chapitre XX démontre à partir de tout cela que "dans une libre République, il est permis à chacun de penser ce qu'il veut et de dire ce qu'il pense".

## Histoire éditoriale
En raison des risques pris par l'éditeur d'un tel ouvrage, le traité est publié sous une fausse adresse : « Hamburg, Henricum Künraht, 1672 ». On a souvent avancé le nom de Jan Riewertsz comme imprimeur-libraire du traité. En réalité, ce dernier se situait bien dans les cercles spinozistes mais il n'a pas pris directement part à la production du livre. Deux jeunes historiens, Trude Dijkstra and Rindert Jagersma, prouvent en 2013 que le livre a été imprimé par un imprimeur amstellodamois peu connu, Israël de Paul (1630-1680), apparemment lui aussi spécialisé dans la production de brochures et de livres des libres penseurs.

## Apport à l'exégèse biblique
Baruch Spinoza, dans cet ouvrage, rejette l'idée que Moïse puisse être l'auteur du Pentateuque et pour appuyer sa démonstration, il explique, entre autres arguments, que les cinq livres sont étroitement liés au Livre de Josué, au Livre des Juges, au Livre de Ruth, à Samuel et aux livres des rois. Cette évidente parenté peut s'expliquer en supposant un auteur unique tardif, Esdras, qui aurait écrit une histoire complète des Hébreux des origines du monde jusqu'à la chute de Jérusalem. Cette opinion, bien qu'elle ne soit pas émise pour la première fois, influence de nombreux exégètes et ouvre la voie à une analyse critique de la Bible.

## Réception
L'ouvrage est rapidement condamné par les autorités religieuses, tant catholiques que calvinistes et juives, qui demandent son interdiction. Il finit par être interdit par la Cour de Hollande le 19 juillet 1674, en même temps que le Léviathan de Thomas Hobbes. Néanmoins, l'autorisation tacite du grand-pensionnaire Johan de Witt permet à l'ouvrage de se vendre sous le manteau dans toute l'Europe. Le livre est violemment attaqué par les théologiens.
En dépit de la publication sous un faux nom, personne n'est dupe de l'identité de l'auteur. Aussi, les pasteurs de la ville de Voorburg où loge Spinoza accusent son propriétaire d'héberger un hérétique, ce qui contraint le philosophe à déménager à La Haye.
Les idées de Spinoza se répandent tout de même en Europe et, en 1673, l'université de Heidelberg lui propose une chaire de philosophie, dans la mesure où il ne troublera pas la religion officiellement établie, chaire que Spinoza refusera.

#### Éditions
Spinoza, Traité théologico-politique, trad. du latin, par Dan Arbib, in Œuvres complètes, sous la direction de Bernard Pautrat, Paris, Gallimard, "Bibliothèque de la Pléiade", 2022.
Spinoza (trad. du latin par Jacqueline Lagrée et Pierre-François Moreau), Traité théologico-politique, Paris, PUF, coll. « Épiméthée », 2016 (1re éd. 1999), 862 p. (ISBN 978-2-13-059488-8)
Spinoza (trad. du latin par Charles Appuhn), Traité théologico-politique, Paris, GF Flammarion, 1965, 382 p. (ISBN 978-2-08-070050-6)